# Yukarıdürmeli, Ağrı
Yukarıdürmeli là một xã thuộc thành phố Ağrı, tỉnh Ağrı, Thổ Nhĩ Kỳ. Dân số thời điểm năm 2011 là 113 người.